# Kimi no Knife
Kimi no Knife (君のナイフ, Kimi no naifu, littéralement « Ton couteau ») est un seinen manga scénarisé et illustré par Yua Kotegawa. Il a été prépublié entre juin 2009 et avril 2013 dans le magazine Super Jump et dans le Grand Jump Premium de l'éditeur Shūeisha, et a été compilé en dix tomes sortis entre avril 2010 et mai 2013. La version française est éditée par Panini Comics depuis juillet 2012 dans la collection Génération Comics - « Panini - Seinen ».

## Manga

### Liste des volumes
| no | Japonais         | Japonais          | Français        | Français          |
| no | Date de sortie   | ISBN              | Date de sortie  | ISBN              |
| -- | ---------------- | ----------------- | --------------- | ----------------- |
| 1  | 2 avril 2010     | 978-4-08-859829-1 | 4 juillet 2012  | 978-2-8094-2514-7 |
| 2  | 2 avril 2010     | 978-4-08-859830-7 | 17 octobre 2012 | 978-2-8094-2660-1 |
| 3  | 4 août 2010      | 978-4-08-859847-5 | 16 janvier 2013 | 978-2-8094-2836-0 |
| 4  | 3 décembre 2010  | 978-4-08-859865-9 | 10 avril 2013   | 978-2-8094-3035-6 |
| 5  | 2 mai 2011       | 978-4-08-859884-0 | 17 juillet 2013 | 978-2-8094-3197-1 |
| 6  | 2 septembre 2011 | 978-4-08-859897-0 | 9 octobre 2013  | 978-2-8094-3351-7 |
| 7  | 19 janvier 2012  | 978-4-08-858785-1 |                 |                   |
| 8  | 19 juillet 2012  | 978-4-08-858791-2 |                 |                   |
| 9  | 19 novembre 2012 | 978-4-08-858794-3 |                 |                   |
| 10 | 17 mai 2013      | 978-4-08-858799-8 |                 |                   |

### Édition japonaise
Shueisha
1. 1 2  (ja) « Tome 1 ».
2. 1 2  (ja) « Tome 2 ».
3. 1 2  (ja) « Tome 3 ».
4. 1 2  (ja) « Tome 4 ».
5. 1 2  (ja) « Tome 5 ».
6. 1 2  (ja) « Tome 6 ».
7. 1 2  (ja) « Tome 7 ».
8. 1 2  (ja) « Tome 8 ».
9. 1 2  (ja) « Tome 9 ».
10. 1 2  (ja) « Tome 10 ».

### Édition française
Panini Comics
1. 1 2  (fr) « Tome 1 »(Archive.org • Wikiwix • Archive.is • Google • Que faire ?).
2. 1 2  (fr) « Tome 2 »(Archive.org • Wikiwix • Archive.is • Google • Que faire ?).
3. 1 2  (fr) « Tome 3 »(Archive.org • Wikiwix • Archive.is • Google • Que faire ?).
4. 1 2  (fr) « Tome 4 »(Archive.org • Wikiwix • Archive.is • Google • Que faire ?).
5. 1 2  (fr) « Tome 5 »(Archive.org • Wikiwix • Archive.is • Google • Que faire ?).
6. 1 2  (fr) « Tome 6 »(Archive.org • Wikiwix • Archive.is • Google • Que faire ?).